# Daewoo Matiz
Daewoo Matiz var en mikrobil fra den sydkoreanske bilfabrikant GM Daewoo. I slutningen af 2004, hvor General Motors omdøbte alle Daewoo-biler i Europa til Chevrolet, blev Matiz uden forandringer omdøbt til Chevrolet Matiz. Det var kun logoerne som blev udskiftet.
Ved introduktionen i 1998 var den 3,50 meter lange bil indstigningsmodellen i Daewoos modelprogram. Over den lå kompaktbilen Daewoo Lanos. I 2002 gennemgik Matiz et facelift. I dag bygges Daewoo Matiz kun hos Uz-DaewooAvto i Uzbekistan.
Benzinmotorer
- 0,8 liters trecylindret rækkemotor på 796 cm³ med 38 kW (52 hk) og 5-trins manuel gearkasse
- 1,0 liters firecylindret rækkemotor på 955 cm³ med 47 kW (64 hk) og 5-trins manuel gearkasse

- Bagfra
- Daewoo Matiz (2002–2004)

## Chery QQ
Den siden 2003 i Kina fremstillede Chery QQ fra den kinesiske bilproducent Chery Automobile var udseendemæssigt næsten identisk med den ligeledes i Kina markedsførte Daewoo Spark, hvilket nemt kunne føre til forveksling.
I 2005 sagsøgte General Motors Chery i Peking på grund af ophavsretskrænkelse og kopiering af licenserede modeller, og krævede en erstatning på ca. 7,5 mio. € (ca. 56 mio. DKK). Grundlaget herfor var en af GM udført sammenligning af Matiz hhv. Spark med Chery QQ. Herved fastslog GM, at mange reservedele var identiske, og at f.eks. dørene uden modifikationer kunne "byttes" lige over. Også motorerne svarede til GM's "legale" modeller. Chery afviste samtlige påstande og hævdede i stedet, at de besad 24 designpatenter på QQ, som havde været under udvikling i et år. GM havde dog det problem, at koncernen samarbejdede med SAIC som til og med 2004 stadigvæk ejede en andel på 20 % af Chery. GM trak senere klagen tilbage.